# 오그덴스버그-프레스콧 국제 다리

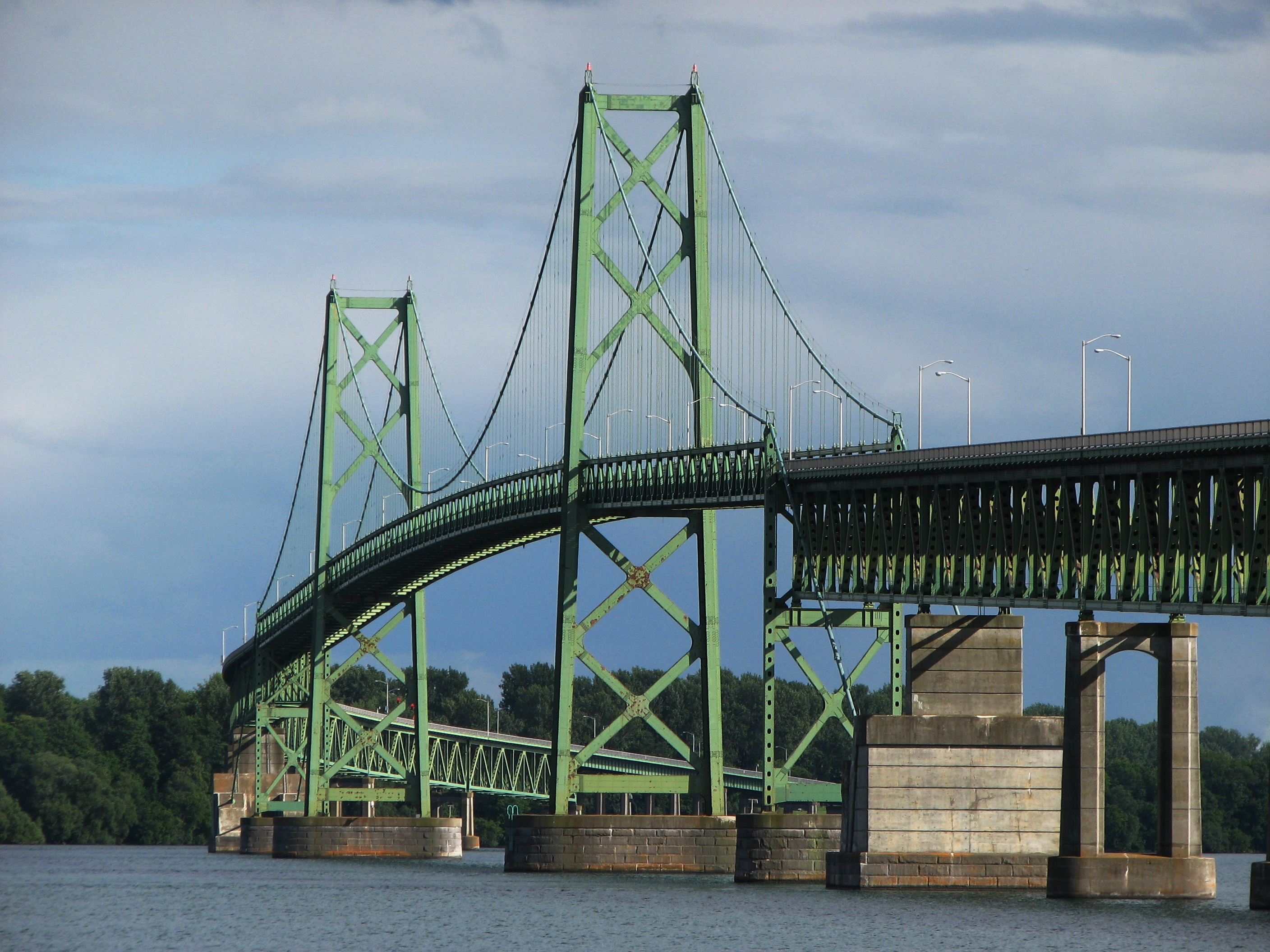
오그덴스버그-프레스콧 국제 다리

오그덴스버그-프레스콧 국제 다리(영어: Ogdensburg–Prescott International Bridge)는 미국 뉴욕주 오그덴스버그와 캐나다 온타리오주 존스타운을 연결하는 국제 다리이다.

## 같이 보기
- 뉴욕 뉴저지 항만공사
- 앰배서더 다리